# Kuzuhaea moniliformis
Kuzuhaea moniliformis är en svampart som beskrevs av R.K. Benj. 1985. Kuzuhaea moniliformis ingår i släktet Kuzuhaea och familjen Piptocephalidaceae.   Inga underarter finns listade i Catalogue of Life.